# Manzanita (comté de San Diego)
Pour les articles homonymes, voir Manzanita.
Manzanita est une communauté non incorporée dans le comté de San Diego, en Californie, aux États-Unis. La communauté est à la jonction de l'Interstate 8 et de la California State Route 94, à 28,2 kilomètres au sud-est de Pine Valley. 